# Estatua del comandante de la Legión Francisco Franco Bahamonde
La estatua del comandante de la Legión Francisco Franco Bahamonde fue un monumento de la ciudad española de Melilla, la última estatua del dictador Francisco Franco en una vía pública, concretamente en la calle Cuesta de la Florentina. Estaba situada a los pies de la Muralla de Florentina cerca del Torreón de San Juan, en el Frente de la Marina de la ciudadela de Melilla La Vieja. Formó parte del Conjunto Histórico Artístico de la Ciudad de Melilla, un Bien de Interés Cultural.

## Historia
Encargada por el Ayuntamiento de Melilla al escultor y comandante Enrique Novo Álvarez para rendir homenaje a Francisco Franco, que como comandante de La Legión salvó a Melilla del ataque de los guerreros de Abd el Krim en la guerra del Rif. Tras pasar un tiempo  guardado, fue colocada en 1978, tres años después de la muerte del dictador, sin ninguna inauguración oficial.
Estaba colocada en el bulevard del Paseo del General Macías hasta que con su remodelación en el 2005, se trasladó al pie de la Muralla de Florentina, reconstruyéndose la plataforma, en un principio de piedra y después de ladrillo visto.
Fue retirada de la vía pública el 23 de febrero de 2021 tras la aprobación, con el voto en contra de Vox y las abstenciones del PP, en la Asamblea de Melilla.

## Descripción
Es una estatua exenta realizada en bronce, que representa a Francisco Franco vestido de comandante, sosteniendo con su mano derecha un bastón de mando y llevando prismáticos. En su base, en una placa, aparece la inscripción: "Melilla al comandante de la Legión D. Francisco Franco Bahamonde, 1921-1977".